# Ґульчево (Куявсько-Поморське воєводство)
Ґульчево (пол. Gulczewo, нім. Dietershof) — село в Польщі, у гміні Барцин Жнінського повіту Куявсько-Поморського воєводства.
У 1975-1998 роках село належало до Бидгощського воєводства.